# Набережное (Денисовский район)
Набережное (каз. Набережный) — село в Денисовском районе Костанайской области Казахстана. Входит в состав Аршалинского сельского округа. Находится примерно в 51 км к северо-западу от районного центра, села Денисовка. Код КАТО — 394035400.

## Население
В 1999 году население села составляло 369 человек (192 мужчины и 177 женщин). По данным переписи 2009 года, в селе проживали 242 человека (117 мужчин и 125 женщин).